# Lentilă de contact
Lentilele de contact sunt lentile corective sau cosmetice care sunt plasate în ochi, în special pe stratul lacrimal care protejează și lubrifiază corneea. Aceste lentile sunt un produs sanitar si trebuie să îndeplinească toate cerințele acestora.
Ca corectori, ele sunt folosite pentru a corecta ametropia.
În 2018 a fost publicat un studiu care avertizează asupra pericolului aruncării lentilelor de contact în canalizare, întrucât sosirea lentilelor în râuri și mări poate provoca o contaminare gravă cu microplastice care pot afecta viața marină și, prin consumul de pește, oamenii.